# Daniel L'Ermite
 (décembre 2024).
Si vous disposez d'ouvrages ou d'articles de référence ou si vous connaissez des sites web de qualité traitant du thème abordé ici, merci de compléter l'article en donnant les références utiles à sa vérifiabilité et en les liant à la section « Notes et références ».
En pratique : Quelles sources sont attendues ? Comment ajouter mes sources ?
 (décembre 2024).
Daniel L'Ermite, en latin Daniel Eremita, est un humaniste flamand de la Renaissance.

## Biographie
Né à Anvers, vers l'an 1584, de parents qui avaient embrassé le protestantisme, il se concilia, dès son adolescence, l'amitié de Scaliger el de Casaubon qui le recommandèrent à Méry de Vic, ambassadeur de France en Suisse. Les conseils de De Vic le firent changer de religion ; il voyagea en Italie, et s'attacha, à Florence, à Cosme de Médicis. Celui-ci l'employa comme son secrétaire et l'attacha à diverses légations, entre autres auprès de l'empereur Rodolphe II, qui le combla des distinctions les plus flatteuses. De retour en Toscane, il mourut à Livourne en 1613.

## Œuvres
Daniel L'Ermite cultivait la littérature ancienne et la poésie latine. Outre quelques pièces de vers latins, on a de lui :
- Iter Germanicum, Leyde, 1637, in-16. Sous la forme de lettre au cardinal Guidi di Bagno, c'est la description de son voyage en Allemagne, à l'époque de sa mission auprès de l'empereur Rodolphe et d'autres princes ;
- Une lettre au cardinal Gonzague, De Helvetiorum, Rhætorum, Sedunensium situ, republica, et moribus, Leyde, 1627, in-24 ;
- Aulicæ vitæ ac civilis libri IV, publié à Utrecht, 1701, in-8° par Grævius, qui a recueilli à la suite des Opuscula varia. On trouve une analyse des Aulicæ vitæ ac civilis libri, dans le tome 7 des Soirées littéraires, de Coupé, p. 124-137.